# تشوي جونغ-وون
تشوي جونغ-وون (هانغل: 최정원) هو لاعب كرة قدم كوري جنوبي في مركز الدفاع، ولد في 16 أغسطس 1995 في كوريا الجنوبية. لعب مع فاغيانو أوكاياما.

## وصلات خارجية
- تشوي جونغ-وون على موقع رابطة كرة القدم اليابانية للمحترفين (اليابانية)
- تشوي جونغ-وون على موقع دوري كوريا الجنوبية (الإنجليزية)
- تشوي جونغ-وون على موقع قاعدة بيانات كرة القدم.إي يو (الإنجليزية)
- تشوي جونغ-وون على موقع Soccerway.com (الإنجليزية)